# Pedro Flores Maldonado
Pedro Flores Maldonado (Colima, México, 18 de diciembre de 1984) es un director de cine, productor, actor y guionista mexicano, actualmente radicado en Argentina. Desde el año 2010 es cofundador de Wallaz Producciones, productora audiovisual que esta radicada en Buenos Aires Argentina. Es conocido por ser el director de los filmes Sí, mi amor (2020), ¿Nos casamos? Sí, mi amor (2022), y ¿Ahora somos 3? Sí, mi amor y por ser director del film Soy Inocente (2023) que significó el debut cinematográfico del cantante argentino Pablo Ruiz.

## Biografía
Pedro Flores Maldonado nació el 18 de diciembre de 1984. Es originario de la ciudad de Colima, Colima, México,donde vivió hasta los diecisiete años, cuando se radicó en La Habana, Cuba, para estudiar en el Instituto Superior de Arte (ISA), donde se graduó en 2007 como licenciado en Artes Escénicas.Posterior a ello se mudó a Buenos Aires, Argentina, en 2008.
Como docente ha impartido cursos y talleres de actuación teatral, actuación frente a cámara, y realización de cine de bajos recursos, para el Instituto Universitario de Bellas Artes de Colima, y en la Casa de la Cultura, Guadalajara, México (2005-2008)
Continuó con su formación profesional en el Centro de Investigaciones Cinematográfica (CIC) y en la Unión de la Industria Cinematográfica Argentina (SICA). En 2018 participó en "Guion, casting y dirección con los chicos del centro” y “El día que me hice fuerte. La resiliencia como motor”, dictado por Jan-Willem Bult (Holanda) y la Dra. Maya Götz (Alemania) respectivamente.
Actualmente, y paralelo a su trabajo de la producción audiovisual, es docente de teatro y realización audiovisual en Buenos Aires, Argentina. 

## Carrera profesional
En 2009 estrenó Saudade – dance for the dead ones, en colaboración con la artista Clara Lee Lundberg (a quien conoció en 2003 cuando ambos estudiaban en la escuela de arte I.S.A (Instituto Superior de Arte).Con esta producción se inició la trilogía conocida como  La Poética del Cuerpo (Kroppens Poetik).
A partir del 2010 cofundó la productora Wallaz Producciones que esta radicada en Buenos Aires, Argentina.Con esta productora dirigió uno de sus primeros éxitos: la serie web El 202, estrenada en Perú en noviembre de 2012. Su capítulo debut fue trending topic en la red social Twitter (ahora X).
En 2012 presentó el cortometraje Corpus (2011), segunda entrega de la trilogía La Poética del Cuerpo (Kroppens Poetik) en el Festival Gothenburg Danceand Theatre 2012, también en el Festival Agite y Sirva 2012 (Puebla, México) y en el Festival DanceWEB Marathon / Impuls Tanz (Viena, Austria).
En 2015 Incursiona en la TV como guionista y director,  con el estreno el 6 de septiembre de la serie televisiva Relatos para no no dormir en el canal peruano Panamericana TV.Esta serie fue nominada a mejor producción 2016 Premio Luces, Perú.
En 2021 presentó Volver / Återvända, producción argentino-sueca del año 2021.El cortometraje cierra la trilogía   La Poética del Cuerpo (Kroppens Poetik). Los tres cortometrajes fueron presentados en SITE/Specific Festival 2023, el 16 de junio en aliasTEATERN, Estocolmo, Suecia.
En 2021 dirigió el programa infantil Zumbar, una serie de cortos preescolares de MobiusLab Kids para el canal internacional Nick Jr. Se estrenó el 2 de junio para toda Latinoamérica.
En 2022 participó como director en la convocatoria Argentina RENACER en el documental Origena: Un Futuro Biomaterial, siendo el único proyecto seleccionado a nivel regional. Este documental sobre materiales biodegradables cuenta con el apoyo del Ministerio de Cultura convirtiéndose en parte de la programación de Canal Encuentro.

## Cinematografía
El 23 de enero de 2020 estrenó en los cines peruanos Si, mi amor su primer largometraje como director y guionista. Esta película consiguió casi 700 000 espectadores en sus siete semanas en cartelera. El 6 de mayo de ese mismo año se estrenó para todo el mundo en la plataforma Netflix, traducida a varios idioma, ingresando entre los diez primeros contenidos más vistos en Argentina, Perú, Bolivia, Costa Rica y Ecuador. Además, en países como España y Estados Unidos es tendencia en búsqueda.
El 2 de febrero de 2022, tras el éxito comercial del primer film dirigió la secuela ¿Nos casamos? si mi amor, cuyo guion escribió junto a Yiddá Eslava. El film, producción argentino-peruano fue estrenado en los cines peruanos llevando 50 000 espectadores en su primera semana, llegando a superar los 200 000 espectadores al dejar los cines, siendo la segunda película en español más taquillera de Sudamérica tras la reapertura de los cines (2021-2022). El 3 de mayo, al igual que el anterior film, fue incluida en Netflix.
El 19 de enero de 2023 estrenó Soy Inocente film que dirigió, sobre un guion del propio Pedro Flores Maldonado & Yiddá Eslava, quien es también la protagonista del film junto con Edgar Vivar, y que cuenta con la participación especial del cantante argentino Pablo Ruiz. Soy inocente atrajo a más de 30.000 espectadores en su primer fin de semana, convirtiéndose en el tercer mejor estreno peruano post-pandemia. Soy Inocente  se estrenó también en Argentina el 6 de marzo de 2023. La película fue adquirida por la plataforma VIX Plus para el mercado Latino de Estados Unidos y toda Latinoamérica.
El 25 de enero de 2024 estrenó ¿Ahora somos 3? Sí, mi amor en todos los cine de Perú, como director y guionista. Esta película es el final de la trilogía "Si, mi amor" y significó también el regreso a la pantalla grande a la multifacética Nancy Cavagnari, una de las figuras más queridas del espectáculo peruano. Después de su recorrido en salas, ¿Ahora somos 3? Sí, mi amor se estrenó en Netflix el 15 de marzo de 2024.